# Басра (мухафаза)
Ба́сра (араб. البصرة‎) — мухафаза на юге Ирака. Площадь равна 19 070 км². По данным на 2018 год, население составило 2 908 491 человек. Административный центр — город Басра. У мухафазы есть международные границы с Кувейтом на юге и Ираном на востоке.

## История
В 1920 году, после поражения Османской империи в Первой мировой войне, бывшие османские вилайеты Басра, Багдад и Мосул попали под контроль Великобритании и стали называться Британским мандатом в Месопотамии. В 1932 году подмандатная территория была передана Королевству Ирак.

## Округа

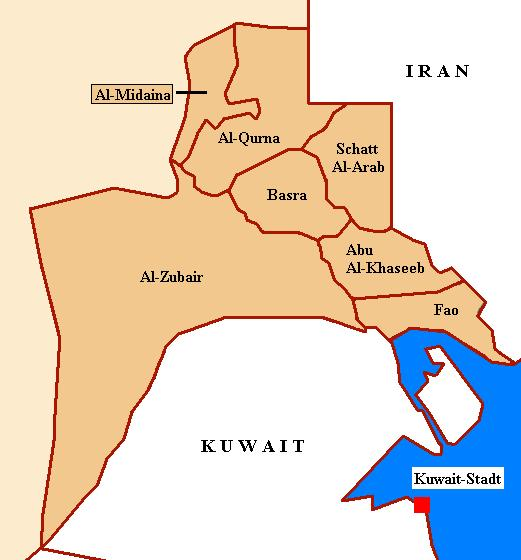
Округа Басры

Мухафаза разделяется на 7 округов:
- Абу-эль-Хасиб
- Басра
- Эль-Фао
- Аль-Мудайна
- Аль-Курна
- Шатт-Эль-Араб
- Эз-Зубайр